# Yzeron
Yzeron este o comună în departamentul Rhône din sud-estul Franței. În 2009 avea o populație de 1.009 de locuitori.

## Evoluția populației
| An        | 1975 | 1982 | 1990 | 1999 | 2006 | 2009  |
| --------- | ---- | ---- | ---- | ---- | ---- | ----- |
| Populație | 483  | 560  | 675  | 769  | 957  | 1.009 |